# Luisago

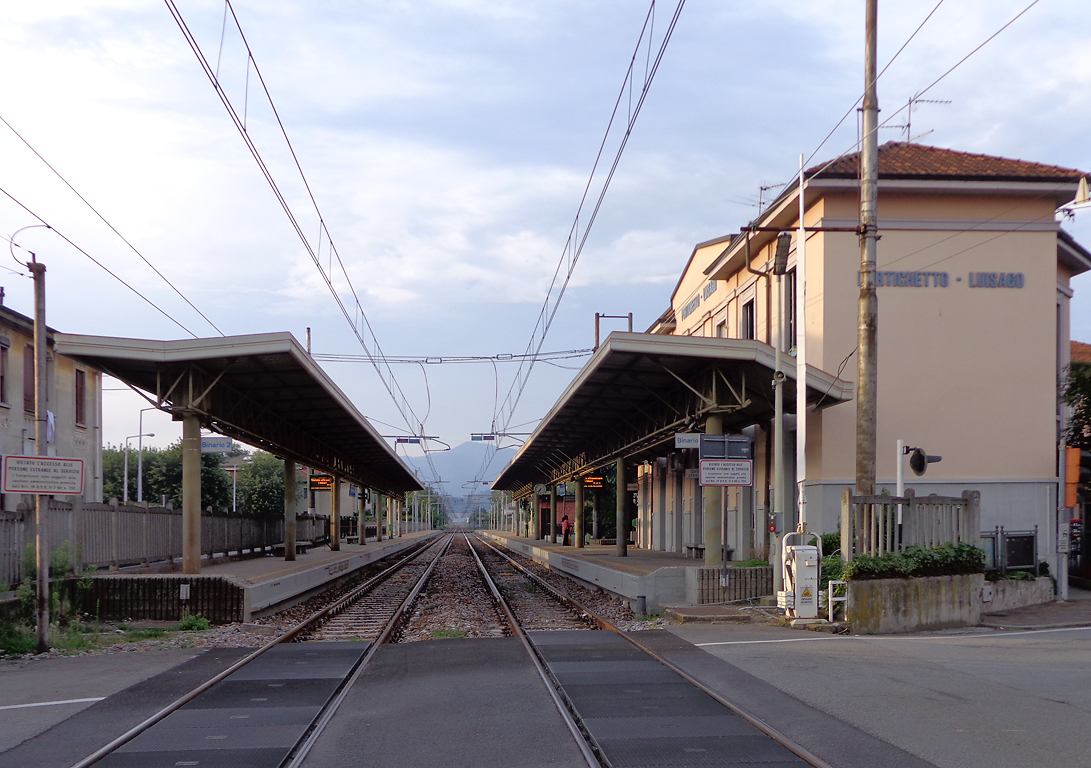
Bahnhof

Luisago ist eine norditalienische Gemeinde (comune) in der Provinz Como in der Lombardei.

## Lage und Einwohner
Die Gemeinde liegt rund 10 Kilometer südwestlich von der Provinzhauptstadt Como am Seveso und umfasst die vier Fraktionen Portichetto, Milanino, San Martino und Ca’ dei Boschi. Die Gemeinde hat 2769 Einwohner (Stand 31. Dezember 2023)
Die Nachbargemeinden sind: Casnate con Bernate, Cassina Rizzardi, Fino Mornasco, Grandate, Villa Guardia.

## Verkehr
Durch die Gemeinde führt die Autostrada A9 von Mailand nach Como zur Schweizer Grenze. Das Gemeindegebiet wird auch von der Strada Statale 35 dei Giovi gestreift. Der Bahnhof Portichetto-Luisago liegt an der Bahnstrecke Saronno–Como.

## Sehenswürdigkeiten
- Pfarrkirche Beata Vergine Addolorata (1963)
- Kirche Madonna della Neve (1939)